# Methylenblaumilch
Methylenblaumilch (nach dem Tierarzt Martin Seelemann: Methylenblau-Milch) ist ein Nährmedium (Substrat), welches aus sterilisierter und neutralisierter Vollmilch (oder auch aus Magermilchpulver) und einer geringen (abgestuften) Menge von Methylenblau hergestellt wird. Sie dient zum Nachweis Reduktase-bildender Bakterien. Enthält die Probe solche Bakterien, wird die Methylenblaumilch durch die enzymatische Reaktion entfärbt.

## Herstellung
Zehn Milliliter 0,1-prozentige Methylenblau-Milch erhält man wie folgt: Man mischt 9 ml aufgekochte, filtrierte und fraktioniert sterilisierte Milch mit 1 ml autoklavierter einprozentiger Methylenblaulösung. Zur Sterilisierung wird die Milch an drei aufeinander folgenden Tagen für jeweils 30 Minuten im Dampftopf erhitzt. Abgestufte Konzentrationen der Methylenblaumilch erhält man durch Veränderungen der Volumina von Milch oder Farbstoff im gewünschten Mischungsverhältnis.

## Anwendung
Eine 0,1-prozentige Lösung hemmt das Wachstum von Streptokokken der β-hämolysierenden Gruppe A; dabei sind Farbe und Konsistenz des Nährbodens unverändert. Dagegen wachsen Streptokokken der Gruppe B und der Lactis-Gruppe unter Säuerung und Gerinnung ohne beziehungsweise mit Reduktion (= Entfärbung) weiter.

## Geschichte
1948 entwickelte Martin Seelemann (* 7. März 1899, † 28. April 1977) den Seelemann-Test zur biochemischen Gruppendifferenzierung der Streptokokken anhand des Verhaltens auf Blutagar, des Wachstums in Lackmusmilch, des Wachstums in Methylenblau-Milch, des Verhaltens in Lackmusmilch und des Verhaltens bei der Äskulinspaltung.